# Казе Балцан (Белуно)
Казе Балцан (итал. Case Balzan) је насеље у Италији у округу Белуно, региону Венето.
Према процени из 2011. у насељу је живело 43 становника. Насеље се налази на надморској висини од 497 м.